# ニューヨーク・ラブストーリー
『ニューヨーク・ラブストーリー』 (The Unbelievable Truth) は、1989年製作のアメリカ映画。ハル・ハートリー監督・脚本。日本では『アンビリーバブル・トゥルース』の邦題で2014年に公開され、その後DVD発売された。

## ストーリー
ニューヨーク州リンデンハースト。刑務所での服役を終えたジョシュが街に戻ってきた。車の整備工場で整備工として働くこととなったジョシュは、整備工場の経営者ヴィックの娘、オードリーと知り合う。しかし、街の人々によって、ジョシュの罪に関しての噂が流され、ヴィックはオードリーに、「ジョシュに近づかないように」と言う。

## キャスト
- エイドリアン・シェリー - オードリー
- ロバート・ジョン・バーク - ジョシュ
- クリストファー・クック - ヴィック（オードリーの父）

## 関連商品
ポリスターより、本編で使用されている曲および『シンプルメン』『トラスト・ミー』『サバイビング・デザイア』『セオリー・オブ・アチーブメント』の使用曲が収録されているサウンドトラック、『ミュージック・フロム・ザ・フィルムズ・オブ・ハル・ハートリー』が発売された。
2018年、ハートリー自身が行ったクラウドファンディングにより《ロング・アイランド・トリロジー》BOXセットの一篇としてBlu-ray/DVD化された。